# Cerro Ziruma
El cerro Ziruma es una montaña ubicada en Santa Marta, la capital del departamento de Magdalena (Colombia). Se encuentra entre la Localidad I (Cultural Tayrona - San Pedro Alejandrino) y la Localidad III (Turística - Perla del Caribe), y separa la bahía de Santa Marta de las Playas de El Rodadero. En su costado oriental el cerro Ziruma está delimitado por el mar Caribe y presenta un litoral rocoso con algunas playas. 

## Geología
Se levanta sobre una llanura costera y es una de las estribaciones de la Sierra Nevada de Santa Marta. Está conformado por rocas metamórficas de tipo esquisto cortada por numerosos diques félsicos. Su zona más alta se conoce como alto de Ziruma.

## Turismo e infraestructura
En su costado sur se encuentra el Acuario de Santa Marta y playa blanca, en su costado norte la playa del amor y el Fuerte de San Fernando.
En los años 1950, durante los inicios de El Rodadero como sector turístico, se construyó la carretera que actualmente circula por el cerro Ziruma. Las obras comoenzaron en 1954 y las dirigió el gobernador Rafael Hernández Pardo. En su honor la vía se llamó avenida Hernández Pardo.

### Sendero peatonal Ziruma
El 11 de agosto de 2017 se abrió al público la primera parte del sendero peatonal y deportivo Ziruma. La obra costó 7708 millones de pesos, mide 1,6 kilómetros de distancia y fue inaugurada por el alcalde Rafael Alejandro Martínez. Este hace parte de la Red de Parques de la Alegría y la Equidad, conecta el filo de Ziruma con la carrera Cuarta a la altura del Batallón José María Córdova de Santa Marta. Está dividido en siete estaciones: La Guacamaya, La Iguana, La Colirroja, El Tucán, El Cangrejo, La Ardilla y el puente El Pajarero Cuenta con varios miradores desde los que se puede observar el centro de Santa Marta.
En 2021 se comenzó a construir la segunda parte del sendero, que está previsto que conecte el alto de Ziruma con El Rodadero. Según el proyecto, esta  fase tendrá 1,6 km y un puente metálico de 48 metros.